# Liste des distinctions de George Clooney
Cette page dresse la liste des distinctions de George Clooney.

## Distinctions

### Oscars
| Année | Film ou série            | Catégorie                           | Résultat |
| ----- | ------------------------ | ----------------------------------- | -------- |
| 2006  | Syriana                  | Meilleur acteur dans un second rôle | Lauréat  |
| 2006  | Good Night and Good Luck | Meilleur réalisateur                | Nommé    |
| 2006  | Good Night and Good Luck | Meilleur scénario original          | Nommé    |
| 2008  | Michael Clayton          | Meilleur acteur                     | Nommé    |
| 2010  | In the Air               | Meilleur acteur                     | Nommé    |
| 2012  | The Descendants          | Meilleur acteur                     | Nommé    |
| 2012  | Les Marches du pouvoir   | Meilleur scénario adapté            | Nommé    |
| 2013  | Argo                     | Meilleur film                       | Lauréat  |

### Golden Globes
| Année | Film ou série            | Catégorie                                           | Résultat |
| ----- | ------------------------ | --------------------------------------------------- | -------- |
| 1996  | Urgences                 | Meilleur acteur dans une série télévisée dramatique | Nommé    |
| 1997  | Urgences                 | Meilleur acteur dans une série télévisée dramatique | Nommé    |
| 1998  | Urgences                 | Meilleur acteur dans une série télévisée dramatique | Nommé    |
| 2001  | O'Brother                | Meilleur acteur dans un film musical ou une comédie | Lauréat  |
| 2006  | Syriana                  | Meilleur acteur dans un second rôle                 | Lauréat  |
| 2006  | Good Night and Good Luck | Meilleur réalisateur                                | Nommé    |
| 2006  | Good Night and Good Luck | Meilleur scénario                                   | Nommé    |
| 2008  | Michael Clayton          | Meilleur acteur dans un film dramatique             | Nommé    |
| 2010  | In the Air               | Meilleur acteur dans un film dramatique             | Nommé    |
| 2012  | The Descendants          | Meilleur acteur dans un film dramatique             | Lauréat  |
| 2012  | Les Marches du pouvoir   | Meilleur réalisateur                                | Nommé    |
| 2012  | Les Marches du pouvoir   | Meilleur scénario                                   | Nommé    |
| 2013  | Argo                     | Meilleur film                                       | Lauréat  |
| 2015  | -                        | Cecil B. DeMille Award                              | Lauréat  |

### British Academy Film Awards
| Année | Film ou série            | Catégorie                               | Résultat |
| ----- | ------------------------ | --------------------------------------- | -------- |
| 2006  | Syriana                  | Meilleur acteur dans un second rôle     | Nommé    |
| 2006  | Good Night and Good Luck | Meilleur acteur dans un second rôle     | Nommé    |
| 2006  | Good Night and Good Luck | Meilleur scénario original              | Nommé    |
| 2006  | Good Night and Good Luck | Meilleur réalisateur                    | Nommé    |
| 2008  | Michael Clayton          | Meilleur acteur dans un film dramatique | Nommé    |
| 2010  | In the Air               | Meilleur acteur dans un film dramatique | Nommé    |
| 2012  | The Descendants          | Meilleur acteur dans un film dramatique | Nommé    |
| 2012  | Les Marches du pouvoir   | Meilleur scénario adapté                | Nommé    |
| 2013  | Argo                     | Meilleur film                           | Lauréat  |

### Critics' Choice Awards
| Année | Film ou série   | Catégorie                               | Résultat |
| ----- | --------------- | --------------------------------------- | -------- |
| 2010  | In the Air      | Meilleur acteur dans un film dramatique | Nommé    |
| 2012  | The Descendants | Meilleur acteur dans un film dramatique | Lauréat  |
| 2013  | Argo            | Meilleur film                           | Lauréat  |

### Mostra de Venise
| Année | Film ou série            | Catégorie                       | Résultat |
| ----- | ------------------------ | ------------------------------- | -------- |
| 2005  | Good Night and Good Luck | Lion d'or                       | Nommé    |
| 2005  | Good Night and Good Luck | Prix du meilleur scénario       | Lauréat  |
| 2005  | Good Night and Good Luck | Prix FIPRESCI                   | Lauréat  |
| 2005  | Good Night and Good Luck | Human Rights Film Network Award | Lauréat  |
| 2005  | Good Night and Good Luck | Prix Pasinetti                  | Lauréat  |
| 2005  | Good Night and Good Luck | Osella dorée                    | Lauréat  |
| 2011  | Les Marches du pouvoir   | Lion d’or                       | Nommé    |
| 2011  | Les Marches du pouvoir   | Prix Bryan                      | Nommé    |
| 2017  | Bienvenue à Suburbicon   | Lion d’or                       | Nommé    |
| 2017  | Bienvenue à Suburbicon   | Prix Fondazione Mimmo Rotella   | Lauréat  |

### César
| Année | Film ou série | Catégorie              | Résultat |
| ----- | ------------- | ---------------------- | -------- |
| 2013  | Argo          | Meilleur film étranger | Lauréat  |
| 2017  | -             | César d'honneur        | Lauréat  |